# Kalapos László
Kalapos László (Hódoscsépány, 1937. július 24. –) magyar színész, fotóművész.

## Életpályája
Ózd mellett, Hódoscsépányban született, 1937. július 24-én. Pályájáról mesélte 1998-ban: 

„…ott tanított édesapám. Mint afféle néptanító, mindennel foglalkozott a faluban. Volt önkéntes tűzoltó, de a helyi színkör vezetője, rendezője is. Kilencévesen kerültem Miskolcra, ott érettségiztem…Másfélszeri sikertelen főiskolai próbálkozás után (egyszer nem vettek fel, másodszor igen, akkor pedig évfolyam nem indult) elkerültem a Rózsahegyi-stúdióba. Már akkor eljegyeztem magam a karakter szerepekkel…Egyazon Üllői úti laktanyában voltunk Sas Jóskával, sokat bohóckodtunk együtt. Majd a Miskolci Nemzeti Színház, a Faluszínház következett, Eger, újra Miskolc és 15 évvel ezelőtt Békéscsaba.”

Rózsahegyi Kálmán Színészképző iskolájában 1959-ben kapott színészi oklevelet. 1962-től a Miskolci Nemzeti Színházhoz szerződött. 1964-től az Állami Déryné Színháznál, majd Egerben dolgozott. 1978-tól ismét Miskolcon szerepelt. 1982-től 1998-ig, nyugdíjba vonulásáig a Békés Megyei Jókai Színház tagja volt. A színészet mellett fotózással is foglalkozott.

## Színházi szerepeiből
- Bertolt Brecht: A szecsuáni jólélek... Szőnyegkereskedő
- Friedrich Dürrenmatt: János király... Lord Essex
- George Bernard Shaw: Az ördög cimborája... Hawkins
- Henrik Ibsen: A nép ellensége... Kill
- Leonard Bernstein: West Side Story... Doc
- Agatha Christie: Eszményi gyilkos... Blunt
- L. Frank Baum: Óz a nagy varázsló... Óz
- Mitch Leigh – Dale Wasserman: La Mancha lovagja... kormányzó
- Jevgenyij Lvovics Svarc: Az árnyék... Pietro fogadós
- Makszim Gorkij: Éjjeli menedékhely... Tatár
- Vörösmarty Mihály: Csongor és Tünde... Kalmár
- Molnár Ferenc: A doktor úr... igazgató
- Móricz Zsigmond: Úri muri... Borbíró
- Móricz Zsigmond – Kocsák Tibor – Miklós Tibor: Légy jó mindhalálig... igazgató úr
- Spiró György: Csirkefej... törzs
- Száraz György: A nagyszerű halál... Krilov
- Horváth Péter – Presser Gábor – Sztevanovity Dusán: A padlás... Témüller
- Szabó Magda: Kiálts, város!... Jorgosz Sztavrisz
- Szabó Magda: Az a szép fényes nap... Bönge
- Nyirő József: Jézusfaragó ember... Incze Ignác

## Önálló estjeiből
- „Holtig a hűségtől nem szabadulsz...” (Áprily Lajos, Radnóti Miklós, Kosztolányi Dezső, Utassy József verseiből) Nagy Erikával és Tomanek Gáborral közösen [2]
- Simonyi Imre: Különvélemény

## Fotókiállításaiból
- Vigadó Galéria (Budapest) – csoportos kiállítás [3]
- Munkácsy Mihály Múzeum (Békéscsaba) [4]
- Szlovák Kultúra Háza (Békéscsaba) [5]

## Filmes televíziós szerepei
- Gyalogcsillag (1983)
- Csukás István: Kutyánszki Kázmér
- Sándor, József, Benedek
- Sztyepancsikovo falu és lakói (1986)
- Szigorú idők (1988)
- Nyirő József: Jézusfaragó ember  (1993)

## Verses CD-je
- Két part közt, Üzenet a XX. század magyar költőitől (2004) [6]

(Ady Endre, Kosztolányi Dezső, Radnóti Miklós, Sinka István, Simonyi Imre, József Attila és Pilinszky János versei)